# Mąka kukurydziana
Mąka kukurydziana – rodzaj mąki otrzymywany ze zmielonych ziaren kukurydzy. Zawiera dużo skrobi, błonnika, potasu i magnezu oraz witaminy E, B, A. Nie zawiera glutenu. Jest lekkostrawna i dlatego używana do wyrobów przeznaczonych dla dzieci i rekonwalescentów. Dzięki lekko żółtawemu odcieniowi nadaje potrawom żółtą barwę. Używana jest jako zagęszczacz oraz zastępnik mąki pszennej. Można z niej wykonywać ciasta, pieczywo, kluski czy naleśniki.